# Чемпионат мира по стендовой стрельбе 2015
Чемпионат мира по стендовой стрельбе 2015 года прошёл с 9 по 18 сентября в Лонато-дель-Гарда (Италия) под эгидой Международной федерации спортивной стрельбы (ISSF). Чемпионат мира проводился одновременно среди взрослых и юниоров. Это второй чемпионат мира по стендовой стрельбе, прошедший в Лонато (первый раз в 2005 году).
На чемпионате были разыграны лицензии на Олимпийские игры-2016 в Рио-де-Жанейро.

## Результаты

### Мужчины
| Дисциплина                              | Золото               | Серебро                 | Бронза                 |
| Трап. Индивидуальные соревнования       | Эрик Варга (SVK)     | Джованни Пелльело (ITA) | Максим Мотте (BEL)     |
| Трап. Командные соревнования            | Россия               | Италия                  | Сан-Марино             |
| Дубль-трап. Индивидуальные соревнования | Василий Мосин (RUS)  | Тим Книли (GBR)         | Ахмад Аль-Афаси (KUW)  |
| Дубль-трап. Командные соревнования      | Великобритания       | Россия                  | Индия                  |
| Скит. Индивидуальные соревнования       | Винсент Хэнкок (USA) | Антони Терра (FRA)      | Габриэле Розетти (ITA) |
| Скит. Командные соревнования            | Франция              | Италия                  | США                    |

### Женщины
| Дисциплина                        | Золото               | Серебро              | Бронза           |
| Трап. Индивидуальные соревнования | Фатима Гальвес (ESP) | Елена Ткач (RUS)     | Пак Йон Чу (PRK) |
| Трап. Командные соревнования      | Великобритания       | Финляндия            | Россия           |
| Скит. Индивидуальные соревнования | Морган Крафт (USA)   | Кэйтлин Коннор (USA) | Вэй Нин (CHN)    |
| Скит. Командные соревнования      | США                  | Италия               | Китай            |

### Юниоры
| Дисциплина                              | Золото                  | Серебро             | Бронза                |
| Трап. Индивидуальные соревнования       | Филипп Прай (SVK)       | Лука Миотто (ITA)   | Адриан Дробны (SVK)   |
| Трап. Командные соревнования            | Россия                  | Словакия            | Австралия             |
| Дубль-трап. Индивидуальные соревнования | Хуан Сяомин (CHN)       | Кирилл Фокеев (RUS) | Коннор Горшуг (GBR)   |
| Дубль-трап. Командные соревнования      | Италия                  | Россия              | Китай                 |
| Скит. Индивидуальные соревнования       | Валерио Пальмуччи (ITA) | Филипп Юнгман (USA) | Николас Василиу (CYP) |
| Скит. Командные соревнования            | Италия                  | Финляндия           | США                   |

### Юниорки
| Дисциплина                        | Золото              | Серебро               | Бронза            |
| Трап. Индивидуальные соревнования | Алессиа Иецци (ITA) | Юлия Туголукова (RUS) | Элли Родис (USA)  |
| Трап. Командные соревнования      | Россия              | Италия                | США               |
| Скит. Индивидуальные соревнования | Чэ Юфэнь (CHN)      | Сидни Карсон (USA)    | Дания Вицци (USA) |
| Скит. Командные соревнования      | США                 | Россия                | Италия            |